# Estonie aux Jeux olympiques d'été de 1928
L’Estonie participe pour la troisième fois aux Jeux olympiques d'été lors de l'édition de 1928, à Amsterdam. La délégation estonienne exclusivement masculine se compose de vingt athlètes qui remportent 5 médailles dont deux en or. Comme à l'édition de 1924, c’est en Haltérophilie et en Lutte que les Estoniens s’illustrent principalement. En particulier, grâce aux lutteurs Voldemar Väli et Osvald Käpp tous deux champions olympiques.

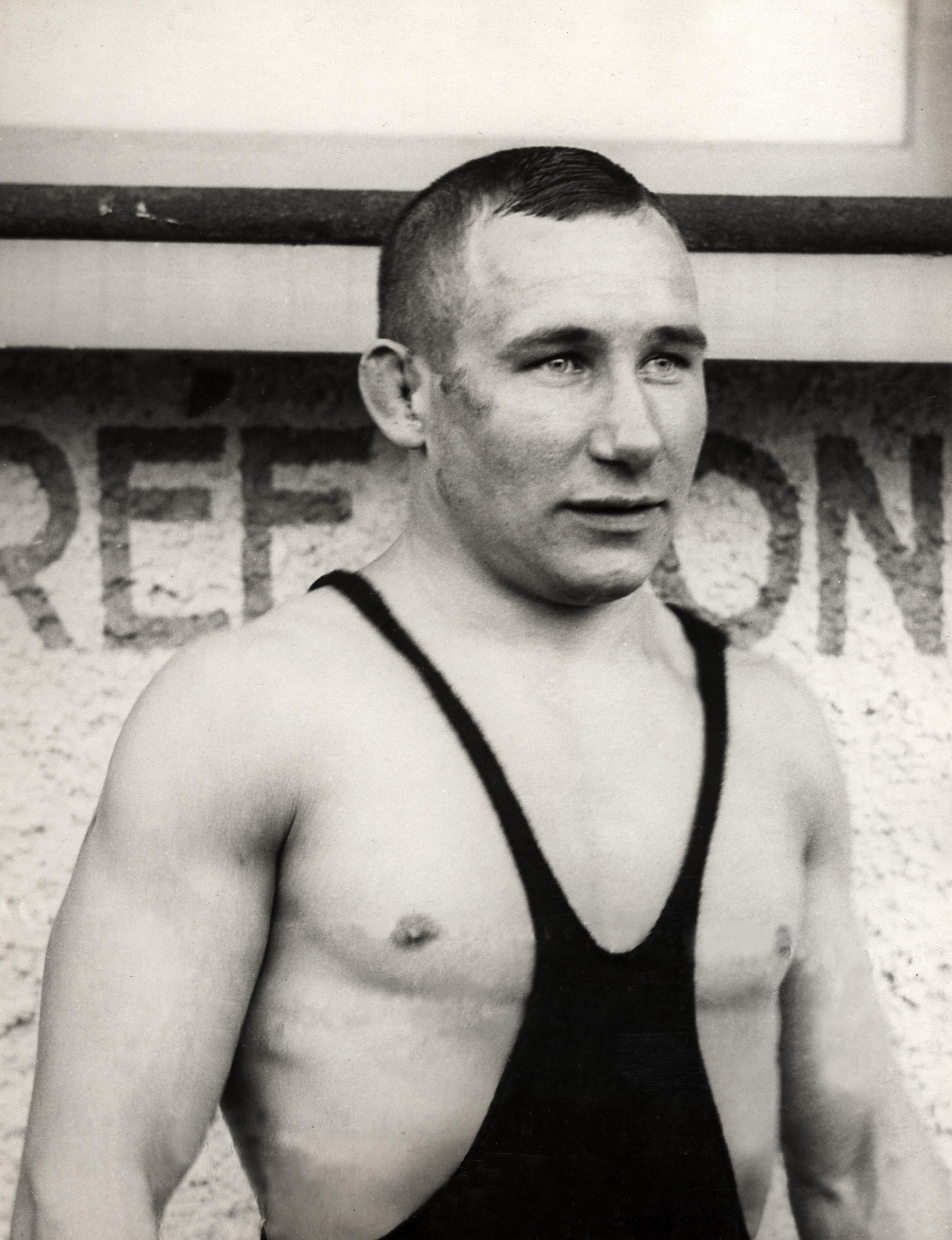
Osvald Käpp champion olympique en lutte libre, poids légers.

## Tous les médaillés estoniens
| Médaille           | Nom                                                                               | Sport         | Épreuve                                  |
| ------------------ | --------------------------------------------------------------------------------- | ------------- | ---------------------------------------- |
| Médaille d'or      | Voldemar Väli                                                                     | Lutte         | Gréco-romaine Poids plume, 58 - 62 kg    |
| Médaille d'or      | Osvald Käpp                                                                       | Lutte         | Lutte libre Poids légers, 61 - 66 kg     |
| Médaille d'argent  | Arnold Luhaäär                                                                    | Haltérophilie | Poids lourds, +82.5 kg                   |
| Médaille de bronze | Albert Kusnets                                                                    | Lutte         | Gréco-romaine Poids moyens, 67.5 - 75 kg |
| Médaille de bronze | Nikolai Vekšin William von Wirén Eberhard Vogdt Georg Faehlmann Andreas Faehlmann | Voile         | 6 mètres                                 |

## Sources
- (fr) Estonie sur le site du Comité international olympique
- (en) Bilan complet sur le site olympedia.org